# Capacete antitumulto
Um capacete antitumulto é um tipo de capacete projetado para aplicação da lei e uso militar para proteger a cabeça, o rosto e os olhos do usuário de armas brancas portáteis e projéteis lançados, como tijolos, que podem ser encontrados no controle de tumultos. Muitos capacetes antitumulto modernos são reforçados com materiais que protegem o usuário de substâncias perigosas, como ácidos ou produtos químicos industriais. Os capacetes antitumulto geralmente são feitos para caber facilmente em uma máscara de gás, especialmente quando gás lacrimogêneo está sendo usado.
Houve casos raros de uso de capacetes antitumulto para proteger contra objetos destruídos por tornados ou tempestades violentas, por exemplo, na Inglaterra, no vendaval de 18 de janeiro de 2007.

## Descrição
A forma mais simples é uma concha dura com acolchoamento reforçado, uma tira de queixo e uma viseira articulada (geralmente de policarbonato). Essas viseiras de capacete antitumulto são geralmente curvadas para os lados e retas para cima e para baixo, e não curvadas para os dois lados, como no tipo mais antigo de capacete motociclístico. Um acessório é um protetor de nuca.
Um exemplo de capacete antitumulto mais complicado é o capacete da CRS francesa que tem duas viseiras: a viseira externa é transparente e articula-se para fora do capacete; a viseira interna articula-se entre duas camadas do capacete e tem um acabamento que pode ser visto por dentro, mas por fora parece latão polido opaco.
Os acessórios podem incluir microfone de rádio integrado e fones de ouvido.
Oficiais britânicos de transporte de dinheiro também podem ser vistos usando esses capacetes junto com um colete à prova de facadas para evitar ferimentos graves em caso de ataque.